# Juris Silovs (ciclista)
Juris Silovs (Dobele, 27 de gener de 1973) és un ciclista letó, ja retirat, que fou professional entre el 1997 i el 2001. En el seu palmarès destaquen dos Campionats nacionals en ruta, el 1997 i 1998. El 1996 va prendre part als Jocs Olímpics d'Estiu d'Atlanta, on disputà la cursa en ruta del programa de ciclisme.
El 2000 va patir un atac per part d'uns desconeguts que li provocà passar un mes en coma. El 2002 va ser detingut i empresonat a Lituània per intentar passar diners sense declarar a través de la frontera del país.

## Palmarès
- 1995
  - 1r al Gran Premi François-Faber
- 1996
  - Vencedor d'una etapa al Teleflex Tour
- 1997
  -  Campió de Letònia en ruta
  - Vencedor de 2 etapes al Teleflex Tour
  - Vencedor d'una etapa al Regio-Tour
  - Vencedor d'una etapa al Hofbrau Cup
- 1998
  -  Campió de Letònia en ruta